# Barrio de la Gare
El barrio de la Gare (Quartier de la Gare, en francés) es el 50° barrio administrativo de la ciudad de París, dentro del XIII distrito de la capital francesa. Su nombre hace referencia a la antigua estación fluvial (gare fluviale, en francés) sobre el Sena alrededor de la cual se desarrolló el núcleo habitado que sería el origen del barrio actual.

## Situación
El barrio está delimitado al norte por el boulevard Vincent-Auriol (conocido como boulevard de la Gare hasta 1976), al este por el Sena, al sur por los municipios de Ivry-sur-Seine y del Kremlin-Bicêtre y al oeste por la avenida de Choisy. Es el barrio más extenso de París con una superficie de 304,4 ha y una población estimada de 69.000 habitantes.

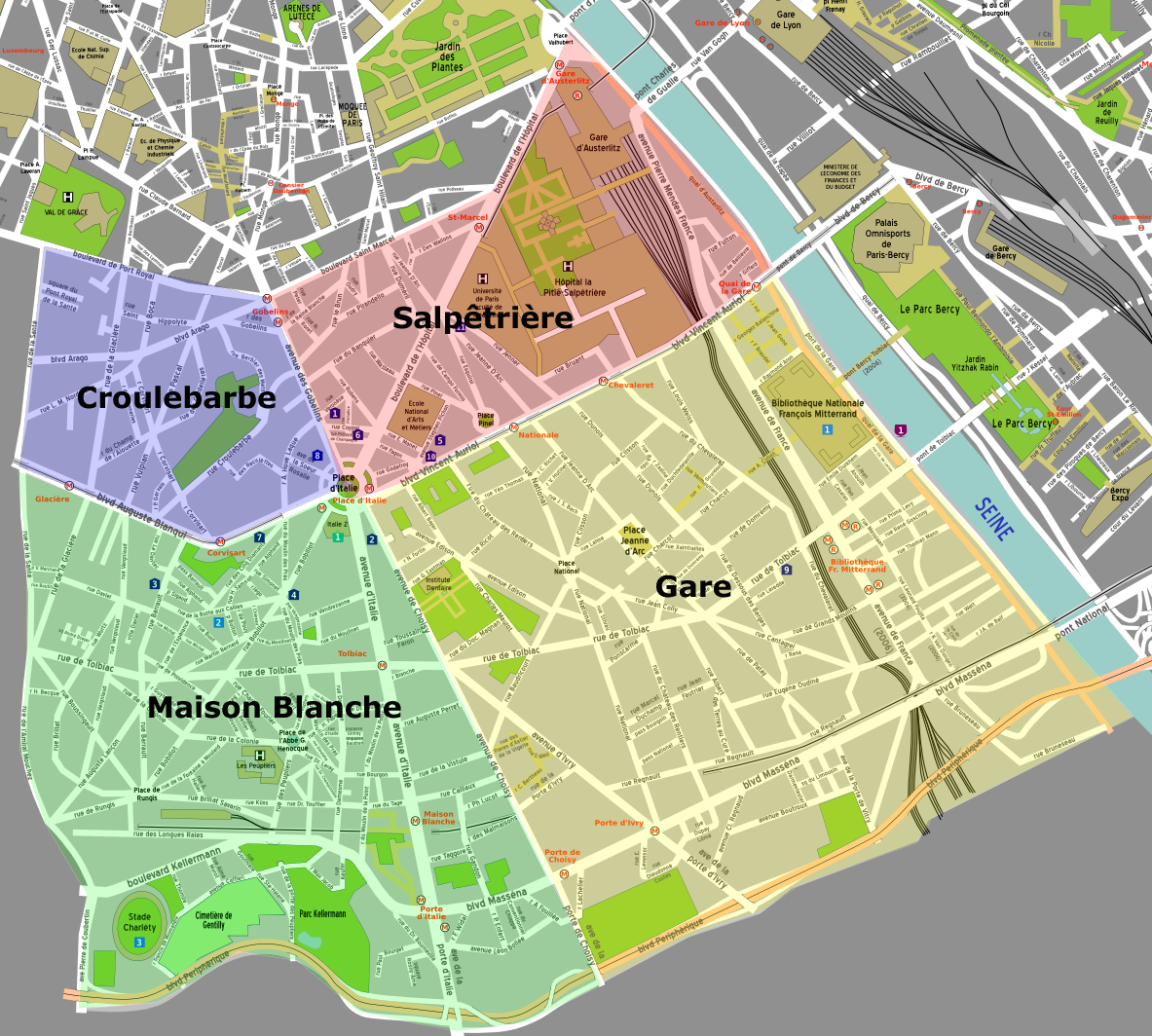
Barrios administrativos del XIII distrito de París.

## Lugares de interés
- La Biblioteca Nacional de Francia tiene en este barrio una de sus sedes, François Miterrand, inaugurada el 1996.
- La Universidad de París VII - Denis Diderot tiene la mayor parte de sus instalaciones en este barrio.
- La Iglesia de Notre-Dame-de-la-Gare, una iglesia parroquial de estilo neorromanico construida a mediados de siglo XIX.
- Dentro del barrio administrativo de la Gare se encuentra la zona conocida como «barrio asiático» (quartier asiatique) de París, donde la densidad de población con orígenes de Extremo Oriente es muy alta. Este Chinatown parisino del 13° distrito se concentra en el triángulo formado por la avenida de Choisy, la avenida de Ivry y el bulevard Masséna, así como alrededor de la estación de metro Olympiades.[3]